# Erlach (Gemeinde St. Jakob in Defereggen)
Erlach ist ein Einzelhof der Fraktion Innerrotte in der Gemeinde St. Jakob in Defereggen im Defereggental (Osttirol).

## Geographie
Erlach liegt östlich des Trojer Almbachs am sonnenseitigen Südabhang des Sprung, einem bewaldeten Bergrücken an den Südausläufern des Happ (Lasörlinggruppe). Erreichbar ist Erlach über die Hofzufahrt Erlach-Tögisch, die ausgehend von den südlich gelegenen Ortschaften der Innerrotte Hirbe und Mairhof nach Erlach bzw. das weiter ostwärts liegende Tögisch führt. Weitere benachbarte Ortschaften sind Eggemeier im Südosten und Trojen bzw. Außerberg an der gegenüberliegenden Seite des Trojer Almbachs.
Erlach (Adresse Innerrotte 10) besteht neben dem Wohnhaus auch aus mehreren Wirtschaftsgebäuden.

## Geschichte
Die Besiedelung von Erlach ging von der Doppelschwaige Mayerhof aus. Vom Obermayerhof, einer Schwaige der Grundherrschaft Lasser zu Zollheim auf dem Granitrücken an der Ausmündung des Trojer Almtals, aus wurde die Raut (Neurodung) Erlach angelegt. Der Name Erlach stammt dabei vom abgeholzten Erlengehölz.
In Erlsbach wurden 1951 und ein Hof und sechs Bewohner gezählt. 1971 lebten neun Menschen in Erlach, 1981 sieben.

## Bauwerke
Das Tiroler Kunstkataster weist für die Ortschaft vier Einträge auf. Das zweigeschoßige Wohnhaus des Paarhofes stammt im Baukern aus dem Jahr 1756 und wurde 1909 als Doppelhaus materiell geteilt und 1965 aufgestockt. Das Dachgeschoß wurde Ende des 20. Jahrhunderts ausgebaut. Der Bergbauernhof besitzt talseitig ein gemauertes Kellerfundament auf dem ein Kantblockbau errichtet wurde. Das Holzhaus wurde durch umlaufende Söller in Erd- und Obergeschoß akzentuiert. Westlich des Wohnhauses befindet sich das Seilbahnhäuschen der Materialseilbahn des Hofes aus der zweiten Hälfte des 20. Jahrhunderts, dessen Fundament als Waschküche genutzt wurde. Der weiter westlich bestehende Feldstadel wurde hingegen um 2000 abgetragen. Östlich des Wohnhauses steht das Wegkreuz des Bauernhofes aus der zweiten Hälfte des 18. Jahrhunderts.